# Петро (Моджугинський)
Петро Моджугинський (в миру Моджугинський Павло Антонович) — діяч православної Церкви часів Російської імперії. Випускник та викладач Чернігівської духовної семінарії, насельник Глинської пустині поблизу Глухова. Морський священик Відомства православного сповідання Російської імперії з 13 листопада 1826 по 3 вересня 1827.

## Біографія
Уродженець Чернігівської єпархії після закінчення  Чернігівської духовної семінарії вступив в ній же на посаду економа, тут же в 1798 році прийняв священний сан і викладав в риторичному класі.
В 1803 вступив священиком у знов сформований в  Рязані Куринский мушкетерський полк (з 22.02.1811 піхотний, з 30.03.1834 єгерський) — учасник  походів 1812—1814 рр., також знаходився в дійсних боях під Вітебськом, при  Бородіно, Смоленську, Тарутині, Малому Ярославці і закордоном до  взяття Парижа.
Був нагороджений скуфією, камилавкою, золотим наперсним хрестом від Св. Синоду і орденом  Св. Анни 2 ст., а також і срібною медаллю.
В 1813 році був призначений польовим обер-священиком 1-ї діючої армії. Його двадцятирічна служба у військах була пов'язана переважно з участю в закордонних військових походах.
В 1824 за поданням головнокомандувача 1-ї армії, за відмінну старанну службу і зразкове викладання Закону Божого, імператор подарував йому золотий годинник.
3 липня 1826 послідувало призначення виконуючим обов'язки обер-священика 1-ї армії.
Після повернення  Святого Синоду з коронації  Миколи I з Москви указом 9 жовтня 1826 р. Павло Моджугинський був затверджений на посаді синодального члена, а з 13 листопада — на посаді обер-священика армії і флоту з даруванням  мітри.
12 січня 1827 Павло Моджугинський звернувся до синодального обер-прокурора князя Мещерського з клопотанням про збільшення штату своєї канцелярії. Він пропонував створити посади: секретаря, помічника секретаря, реєстратора і двох писарів. Канцелярські витрати визначити у розмірі 600 рублів на рік. 3 квітня 1827 імператор ухвалив його клопотання.
27 серпня 1827 року була затверджена «Постанова про військову службу євреїв». Військовослужбовці-євреї мали право виконувати обряди згідно зі своєю вірою, оскільки юдейська віра була терпимою. Дозволялося ходити в синагоги. Якщо в місці стоянки корабля або дислокації частини не було синагоги, то євреям дозволялось збиратися разом «купкою» для здійснення своїх молитов, треб і потреб.
3 вересня 1827 року був виданий указ царя Святому Синоду про звільнення присутнього в Синоді обер-священика армії і флоту Павла Моджугинського від займаних ним посад «через хворобу» і про призначення йому місця перебування у Валаамському монастирі. Указ від 3 вересня 1827 р. свідчив: «Присутнього у Св. Синоді обер-священика армії і флоту Павла Моджугинського, звільнити за хворобою від нинішніх посад, на місце його обрати гідних кандидатів і поставити». Очевидно що крім «хвороби» були інші, не менш важливі причини звільнення його з посади (за чутками «розтрата казенних грошей» і «негожі зв'язки з прислугою»).
Обов'язки обер-священика армії і флоту було тимчасово доручено виконувати духівнику імператора Павлу Криницькому. Йому ж була передана для переробки інструкція, складена Моджугинським («Інструкції благочинному»), яка після незначного доопрацювання її протопресвітером Павлом Криницьким в січні 1828 року була затверджена Святійшим Синодом і з його дозволу спрямована у війська. Згідно з даною інструкцією, корпусні, дивізійні благочинні доглядачі обиралися обер-священиком армії і флоту з гідних протоієреїв або священиків. Благочинні окремих корпусів, флотські, кріпаки і шпитальні отримували всі необхідні приписи вищого духовного начальства безпосередньо від обер-священика армії і флоту; благочинні дивізій першої та другої армій — через польового обер-священика. У справах свого відомства дивізійний благочинний мав справу з дивізійним начальством, корпусний — з корпусним, флотський — з флотським, кріпак — з кріпаком, шпитальний — зі шпитальним і т. д.
Через рік, внаслідок прохання Моджугинського про звільнення його з Валаамського монастиря для призначення його на яке-небудь місце по військовому відомству, імператор Микола I (російський імператор) звелів, згідно з проханням колишнього обер-священика, постригти його в чернецтво і перевести в інший монастир, відомий особливою суворістю життя ченців і порядком свого управління.
За вказівкою  Святійшого Синоду Павло Моджугинський був відправлений до  Глинської пустині Курської єпархії.
4 травня 1831 Павло Моджугинський пострижений в чернецтво з ім'ям Петро, ставши ієромонахом. Новопостриженому ієромонаху було надано право вживати при служінні набедреник, палицю і всі інші знаки відмінностей, які він мав під час служби в білому духовенстві, «що не забороняються найвищим велінням», окрім митри. (Справа Арх. Св. Сін. 1827 р № 1279)
У Глинській пустині чернець Петро Моджугинський і прожив до кінця своїх днів.